# 알렉사 베가
알렉사 베가(Alexa Vega, 1988년 8월 27일 ~ )는 미국의 배우 및 가수이다.

## 출연 작품
- 스파이 키드2
- 스파이 키드 3D